# 大话西游Online II
《大话西游Online II》是2002年8月推出的一款由网易公司自主开发的大型多人在线角色扮演游戏。最高同时在线人数突破58万。《大话西游Online II》已升级为《大话西游3》，但两款游戏依旧同时运营。

## 游戏资料

### 游戏背景
游戏以吴承恩小说西游记和周星驰主演电影大话西游为背景。主要讲述唐僧取经路上的事情。

## 續作
2007年《大话西游Online II》的升级版本《大话西游3》發行。原计划要取代《大話西游Online II》的地位，但事实是大部分玩家不放弃《大話西游Online II》，所以目前两款游戏均正在运营。